# Tayloria angustistriata
Tayloria angustistriata é uma espécie de gastrópode terrestre pulmonada da família Streptaxidae.
É endémica da Tanzânia.